# Langage totalitaire
Dans son livre Le Pouvoir de la langue et la liberté de l’esprit, Essai sur la résistance au langage totalitaire (2007), Jacques Dewitte montre que plusieurs auteurs ont entrepris une analyse de l'utilisation de la langue en tant que moyen de propagande des systèmes totalitaires. 
Le plus célèbre d'entre eux est très certainement George Orwell, qui décrit en 1949 dans son roman 1984 ce qu'il appelle le novlangue. 
Victor Klemperer décrit en 1947 la Lingua Tertii Imperii, c'est-à-dire la déformation et l'utilisation de la langue allemande par le National-socialisme. 
Plus récemment, Éric Hazan a voulu montrer dans son livre LQR (2006) une utilisation similaire de la langue française.